# Roberto Di Donna
Roberto Di Donna, né le 8 septembre 1968 à Rome, est un tireur sportif italien.

## Carrière
Roberto Di Donna participe aux Jeux olympiques d'été de 1996 à Atlanta où il remporte la médaille d'or dans l'épreuve du pistolet 10 mètres et la médaille de bronze dans l'épreuve du pistolet 50 mètres. Il remporte également une médaille de bronze lors des Championnats du monde de 1994.